# Chu Feng
Chu Feng (1. listopadu 1902 Qizhou, Chu-pej – 15. ledna 1986 Peking) byl čínský spisovatel, literární a umělecký kritik. V 30. letech 20. století spolupracoval v té době s nejznámějším čínským spisovatelem Lu Sünem. Po skončení druhé čínsko-japonské války se politicky angažoval, když zastával vedoucí funkce ve Svazu spisovatelů.
V roce 1952 publikoval sbírku esejí Od pramínku k záplavě. Ve svých ideologických, literárně-kritických textech sice vyjadřuje souhlas s oficiální politikou Komunistické strany, ale otevřeně se staví proti Mao Ce-tungovým Rozhovorům o literatuře a umění a jeho pojetí literatury. Argumentuje, že po osvobození a založení ČLR už není stejná doba jako za války v Yan’anu před deseti lety a že nyní je třeba psát o skutečném životě, o lidech a jejich problémech, nikoli o nedostižných ideálech a hrdinech. Styl literatury napsané v souladu s Maovými požadavky označoval jako „mechanicismus“, jedná se podle něj o literaturu schematickou a černobílou. Ve svých esejích Chu Feng otevřeně kritizoval také současné vedení kulturní politiky. Jeho kritika mířila především na hlavního ideologa komunistické strany Zhou Yanga.
Za tato vyjádření byl v rámci ideologických kampaní z počátku 50. let kritizován. Konkrétně během roku 1955 byla proti němu rozpoutána velká kampaň, v níž nebyl obviněn jen z ideologického pomýlení, ale přímo z politického spiknutí, což byl již závažný zločin proti státu. Cílem kampaně se stala totální likvidace jakékoli heterodoxie. Chu Fengův případ měl být výstrahou pro ostatní, podobně smýšlející intelektuály. Otevřená kampaň proti Chu Fengovi začala 8. prosince 1954. Chu Feng byl pozván na Ústřední výbor Strany pod záminkou, že se zde bude projednávat jeho návrh. Při této příležitosti pronesl dlouhou řeč, kde zopakoval všechny své názory i kritiku týkající se Zhou Yanga. Poté následovala Zhou Yangova řeč namířená proti Chu Fengovi. Oba proslovy byly 10. prosince 1954 publikovány s odsouzením Chu Fenga. Nato se objevily útoky v novinách po celé Číně. Kampaň vedl Zhou Yang za podpory Zhou Enlaie. S kritikou se postupně přidali i všichni významní spisovatelé jako Ba Jin, Lao She, Mao Dun, Ai Qing, Guo Moruo atd. Chu Feng na dění kolem sebe reagoval v lednu roku 1955 provedením sebekritiky, ta však byla zveřejněna až v květnu. V té době byl Chu Feng obviněn ze snahy o uzurpování moci, reformu vedení komunistické strany a z rozvracení státu. Byl označen za kontrarevolucionáře, imperialistu a tajného agenta Kuomintangu. Byl zatčen, uvězněn a odsouzen na 14 let. Stal se exemplárním případem, lidé po celé Číně byli vyzýváni, aby odhalovali „hufengisty“ ve svých řadách a „hufengismus“ ve všech oblastech veřejného života. Chu Feng byl propuštěn v prosinci 1965, v předvečer vypuknutí Kulturní revoluce, během níž byl okamžitě znovu uvězněn. Propuštěn byl opět až v roce 1978. V roce 1980 byl rehabilitován, ústřední výbor strany jeho případ označil za omyl.